# Aeroportul Tambohorano
Aeroportul Tambohorano (IATA: WTA, ICAO: FMMU) este un aeroport din Regiunea Melaky, Madagascar ce deservește zona Tambohorano⁠(d). A fost numit după zona deservită.
Situat la o altitudine de 7 m, aeroportul dispune de o singură pistă.